# Friedhelm Schulte
Friedhelm Schulte (* 11. September 1939), gerufen „Fips“, ist ein ehemaliger deutscher Fußballspieler, der in den Jahren 1967 bis 1970 in der deutschen Fußballnationalmannschaft der Amateure 20 Länderspiele bestritten hat.

## Laufbahn

### Vereine
Bis zur Runde 1966/67 spielte der Torhüter Friedhelm Schulte beim TuS Eving-Lindenhorst in der Verbandsliga Westfalen, Gruppe Südwest. Bei den Grün-Weißen, nordöstlich des Dortmunder Hafens gelegen, führten  seine Leistungen im Evinger Rosengarten ihn im Frühjahr 1967 in das Tor der deutschen Amateurnationalmannschaft und in das Blickfeld des Konkurrenten SG Wattenscheid 09. Zur Runde 1967/68 wechselte der knapp 28-Jährige nach Wattenscheid. Bereits in seiner zweiten Runde feierte er die Meisterschaft und den Aufstieg in die Regionalliga West.
In der Aufstiegsrunde 1969 setzte sich die SG gegen die SSVg Velbert, die DJK Gütersloh und Borussia Brand durch. Das erste Spiel in der Regionalliga West führte Wattenscheid ausgerechnet zum Aufstiegsfavoriten und Lokalrivalen VfL Bochum. Am 17. August 1969 gewann der Aufsteiger mit einem in großer Form agierenden Torhüter Friedhelm Schulte mit 2:0 Toren. In den nächsten drei Spielen folgten drei weitere Erfolge und das Team von Trainer Hubert Schieth stand mit 8:0 Punkten an der Tabellenspitze. Der fünfte Spieltag, am 14. September 1969, brachte mit einer 1:4-Niederlage bei Fortuna Düsseldorf die erste Niederlage für Wattenscheid. Am Rundenende landete der Aufsteiger auf dem achten Rang. Schulte hatte nach dem überraschend guten Start im weiteren Verlauf der Runde, den Stammplatz im Tor an Willy Reese abgetreten und absolvierte insgesamt zehn Spiele in der Regionalliga West.

### Auswahlspiele
Als Spieler des TuS Eving-Lindenhorst gewann Friedhelm Schulte im Jahr 1966 zusammen mit seinen Teamkameraden Erhard Ahmann, Dieter Mietz und Dieter Zorc mit der Verbandsauswahl Westfalen den Länderpokal mit 1:0 Toren gegen Niedersachsen. Am 12. April und 25. Mai 1967 wurde er zu seinen ersten zwei Einsätzen in der Amateurnationalmannschaft berufen. Bereits im vierten und fünften Spiel mit der DFB-Auswahl stand die sportliche Herausforderung der Olympia-Qualifikationsspiele gegen Großbritannien auf dem Plan. Mit dem 1:0-Auswärtserfolg am 8. November 1967 in Hendon war aber die 0:2-Heimniederlage aus dem Hinspiel in Augsburg nicht mehr wettzumachen und Olympia 1968 in Mexiko fand ohne die DFB-Mannschaft statt. Zum Jahreswechsel 1967/68 fand eine Asienreise statt, wobei Schulte fünf Spiele gegen Burma, Thailand, Malaysia, Hongkong und gegen Japan bestritt. Mit 30 Jahren kam er im September und Oktober 1969 bei den Begegnungen gegen Jugoslawien und Österreich im UEFA Amateur Cup zum Einsatz. Mit seinem 20. Einsatz am 25. März 1970 in Meppen gegen Holland war seine Laufbahn in der Amateurnationalmannschaft beendet. Hans-Jürgen Bradler debütierte im nächsten Länderspiel am 7. April 1970 in Wien gegen Österreich im Tor der DFB-Amateure.
22 Länderspiele hatte die Amateurnationalmannschaft vom 12. April 1967 bis zum 25. März 1970 ausgetragen, lediglich in zwei Spielen hütete dabei Friedhelm Schulte nicht das Tor der Auswahl.

### Trainer
Zur Runde 1972/73 übertrug Klaus Steilmann dem ehemaligen Torhüter Friedhelm Schulte das Traineramt bei der SG Wattenscheid 09 in der Regionalliga West. Nach fünf Spieltagen und dem Punktestand von 2:8 Punkten wurde „Fips“ Schulte aber bereits im Lohrheide-Stadion abgelöst und durch Karl-Heinz Feldkamp ersetzt. Später trainierte er noch Eintracht Recklinghausen und die SpVgg Erkenschwick.